# Stratford High Street (DLR)

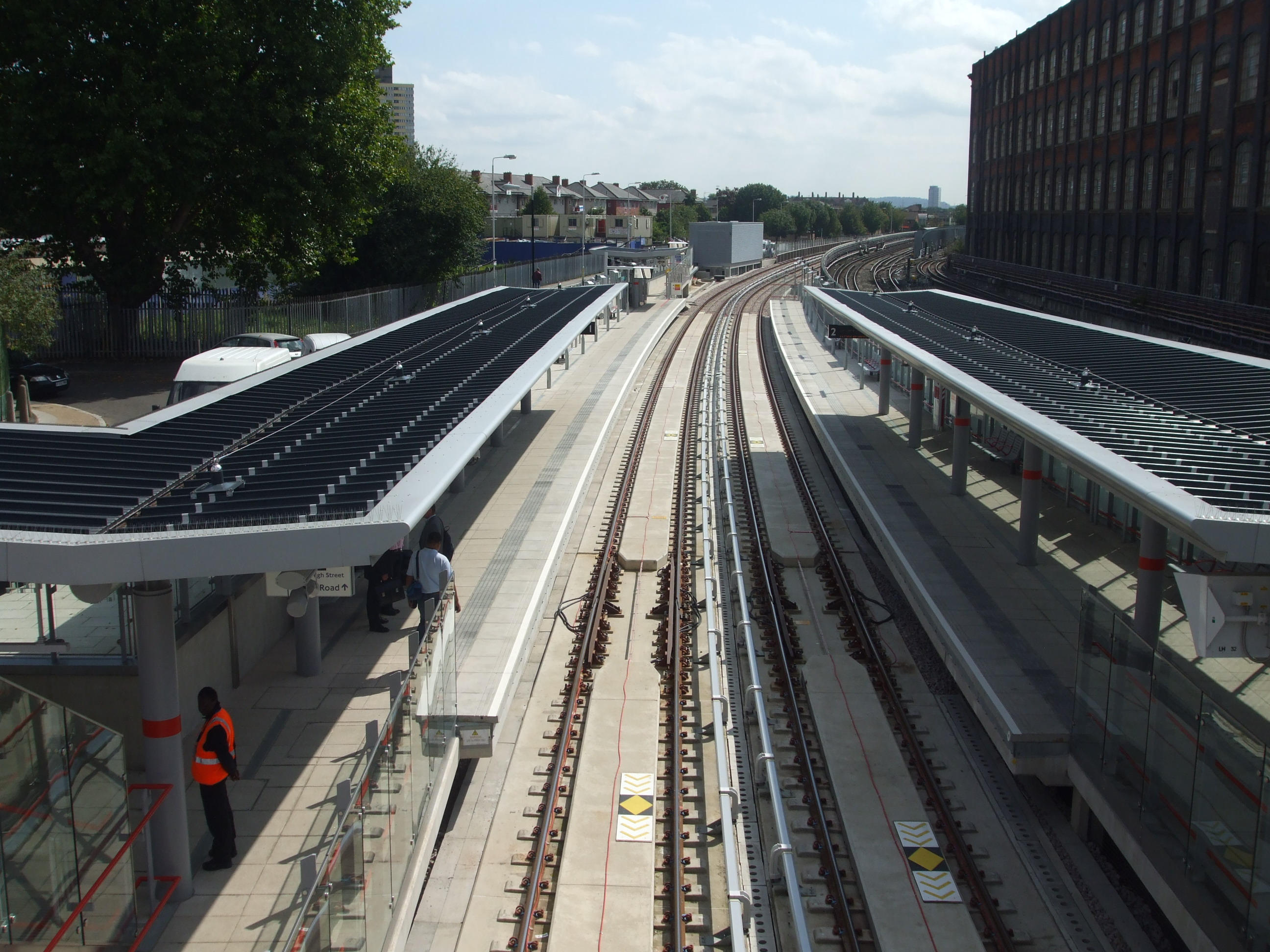
Station Stratford High Street

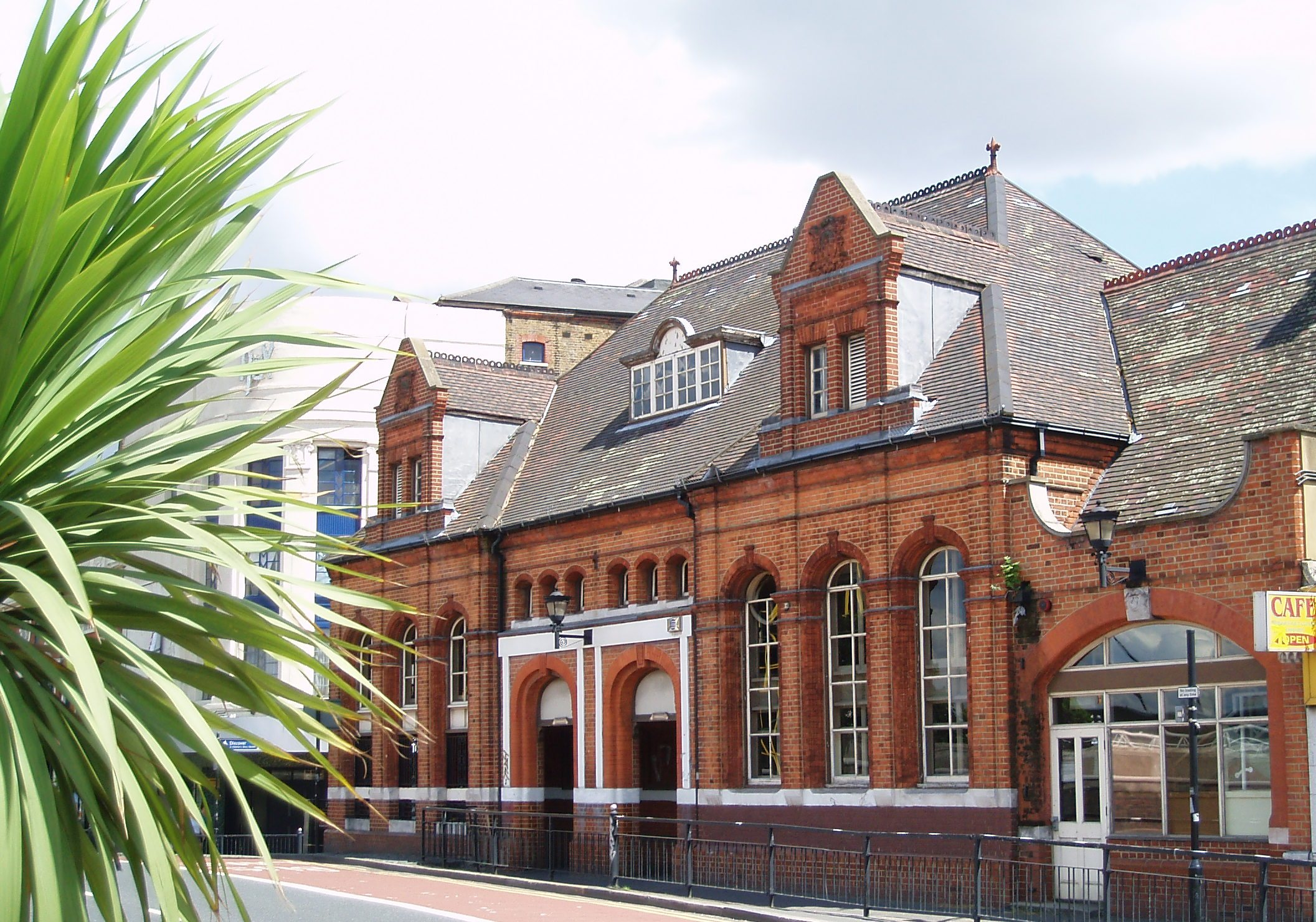
Ehemaliger Bahnhof Stratford Market

Stratford High Street ist eine Station der Docklands Light Railway (DLR) im Londoner Stadtbezirk London Borough of Newham. Sie liegt in der Travelcard-Tarifzone 3, nahe der Kreuzung von Bridge Road und Stratford High Street im Stadtteil Stratford.
Die Station wurde am 31. August 2011 eröffnet, zusammen mit der Zweigstrecke zwischen Stratford International und Canning Town. Parallel zu den Gleisen der DLR verlaufen jene der Jubilee Line, deren Züge mangels zusätzlicher Bahnsteige hier jedoch nicht halten.
In unmittelbarer Nähe befand sich mehr als hundert Jahre lang ein Bahnhof. Die Eastern Counties and Thames Junction Railway eröffnete 1846 eine Bahnstrecke zwischen Stratford und Canning Town. Am 14. Juni 1847 nahm sie auch den dazwischen liegenden Bahnhof Stratford Bridge in Betrieb. Der Bahnhof erschloss eine benachbarte Obst- und Gemüse-Markthalle und wurde am 1. November 1880 (damals war die Strecke im Besitz der Great Eastern Railway) in Stratford Market umbenannt.
1892 wurde der Bahnhof beim Doppelspurausbau der Strecke um einige Dutzend Meter verlegt. 1898 erhielt er den Namen Stratford Market (West Ham), 1923 wieder die ursprüngliche Bezeichnung Stratford Market. Aufgrund des zu geringen Verkehrsaufkommens und der geringen Distanz zu Stratford wurde der Bahnhof am 6. Mai 1957 durch British Rail geschlossen. Das Bahnhofgebäude aus roten Ziegelsteinen blieb erhalten; nachdem es zunächst einige Jahre leerstand, wurde es 1975 renoviert und wird seither kommerziell genutzt. Es steht seit 2009 unter lokalem Denkmalschutz.